# Université de Trnava
Ne doit pas être confondu avec Université Saints-Cyrille-et-Méthode de Trnava.
L’université de Trnava (en slovaque : Trnavská univerzita v Trnave) est un établissement d'enseignement supérieur et de recherche  situé à Trnava, en Slovaquie. L'université moderne, fondée en 1992, est en partie héritière de l'ancienne, fondée en 1638 par les Jésuites.

## Histoire
Un collège jésuite est fondé à Nagyszombat (nom hongrois de Trnava), en 1635, par l'archevêque d'Esztergom, Mgr Péter Pázmány, lui-même ancien jésuite, et grand promoteur de la Renaissance hongroise.  Le collège se développe progressivement en université de langue hongroise (Univerzitas).  
Cette université regroupait une faculté des arts (lettres), une faculté de théologie, une faculté de droit (ouverte en 1667) et une faculté de médecine (à partir de 1769). Après le départ des Jésuites (dû à la suppression de la Compagnie de Jésus en 1773) elle fut transférée à Buda in 1777 puis à Pest en 1784. Elle est à l'origine de l'actuelle université Loránd Eötvös de Budapest.

## L'université actuelle
L'université moderne de Trnava, fondée en 1992. est la refondation - en langue slovaque - de la même ancienne université de 1638.  
Elle se compose de cinq facultés, dont une est à Bratislava :
- Faculté des lettres
- Faculté de pédagogie
- Faculté de la santé et des services sociaux
- Faculté de droit
- Faculté de théologie (à Bratislava)[2]: